# Municipio B (Montevideo)
El Municipio B es uno de los ocho municipios en los que se encuentra administrativamente dividido el departamento de Montevideo, capital de la República Oriental del Uruguay. Es uno de los más densos de la ciudad y de menos extensión.
En su territorio se encuentran las sedes de los tres poderes del Estado uruguayo; la Torre Ejecutiva, sede del Poder Ejecutivo, el Palacio Legislativo, sede del Poder Legislativo y el Palacio Piria, sede del Poder Judicial, también se encuentran las sedes del Poder Ejecutivo y del Poder Legislativo departamental, como el Palacio Municipal y el Palacio Gómez. También se encuentran otras entidades gubernamentales y parte de la infraestructura neurálgica del país, como lo es el Puerto de Montevideo.
Gran cantidad de iconos de la ciudad se encuentran aquí, así como el casco histórico de la ciudad. El eje de este municipio lo constituye la Avenida 18 de Julio. Pese a ser un municipio con población netamente urbana, en él se encuentra la Playa Ramírez y la diminuta Playa del Gas, además de tener en su parte sur amplias zonas verdes, incluyendo el Parque Rodó y el Parque de las Instrucciones del Año XIII, predio en el que se emplaza el Club de Golf del Uruguay.

## Historia
Fue creado como el primer municipio de Montevideo el 17 de diciembre se 2009  a través del Decreto departamental N.º 33209, en cumplimiento de los artículos 262, 87 y la disposición transitoria de la Constitución de la República y la Ley N.º 18567 de descentralización política y participación ciudadana. A este municipio se le adjudicaron los siguientes distritos electorales:  AAA, ACA, AKA, AIA, ANA, APA, ARA, ASA, ATA, AVA, AVB, BEA, BFA, BJB, BKB del departamento de Montevideo. Forman parte del municipio los Centros Comunales Zonales 1 y 2. Posteriormente se denomiaria como Municipio B, y su creación sería ratificada a través de la Ley N° 18653 del 15 de marzo de 2010 por la Asamblea General.

## Población
Según los datos que arroja el Instituto Nacional de Estadísticas, en el censo del año 2011, ambas zonas le dan al municipio una población total de 147.762 habitantes.

## Órganos del gobierno
La autoridad del municipio es el Concejo Municipal, compuesto por el Alcalde y cuatro Concejales.
| Concejo municipal | Concejo municipal                         | Concejo municipal                       |
| ----------------- | ----------------------------------------- | --------------------------------------- |
| Partido político  |                                           | Frente Amplio                           |
| Partido político  | Partido Independiente                     |                                         |
| Integración       |                                           |                                         |
| Alcaldesa         |                                           | Silvana Pissano 27 de noviembre de 2020 |
| Concejales        |                                           | Jorge Cossani 27 de noviembre de 2020   |
| Concejales        | Ivonne Quegles 27 de noviembre de 2020    |                                         |
| Concejales        | Eduardo Ulloa 27 de noviembre de 2020     |                                         |
| Concejales        | Rosauro San Roman 27 de noviembre de 2020 |                                         |

## Ubicación, territorio y límites

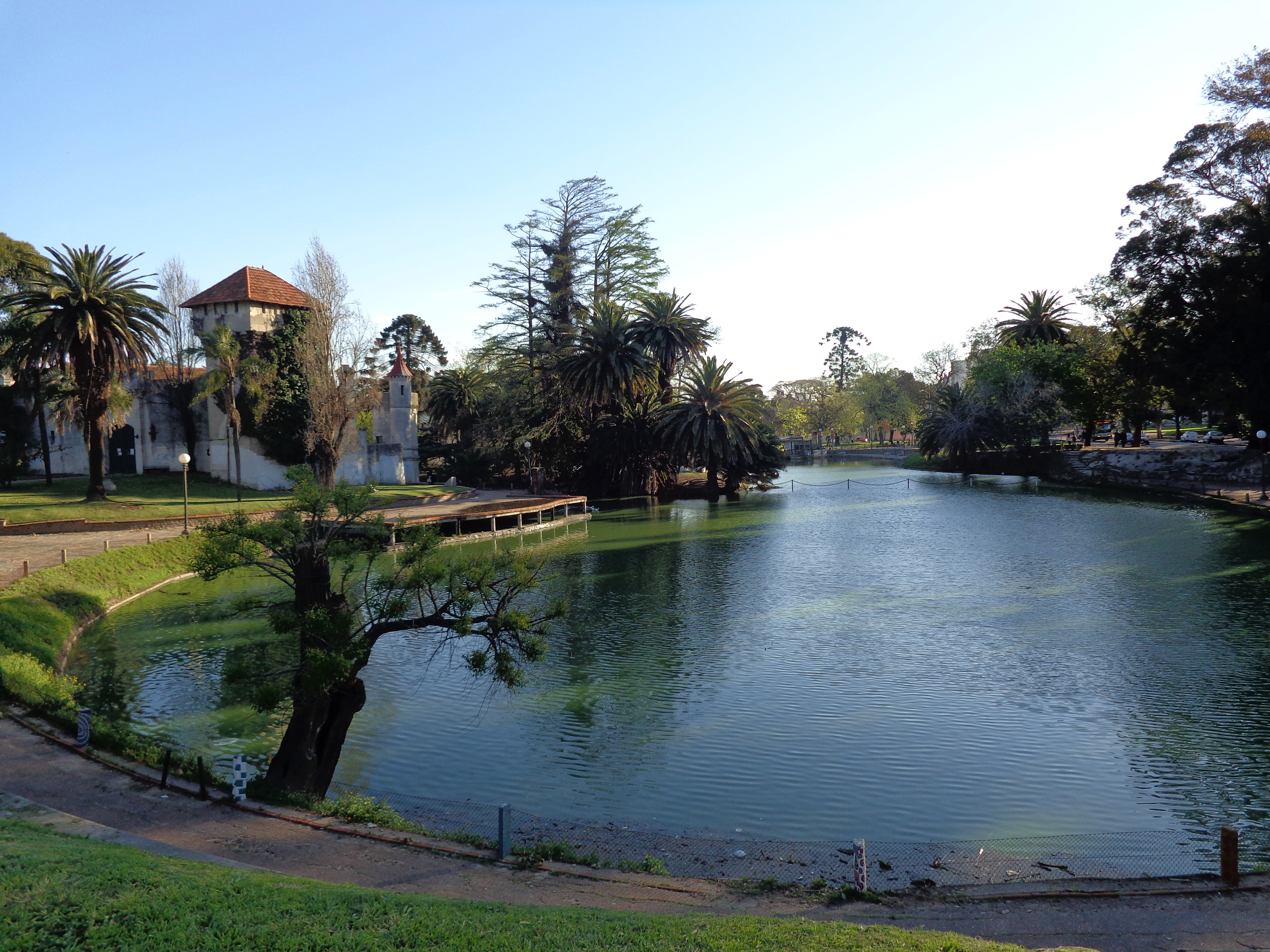
El Parque José Enrique Rodó en el Municipio B

El municipio B comprende una amplia zona urbana de la ciudad de Montevideo.
Sus límites territoriales fueron determinados por el decreto N° 33209, siendo éstos las calles: Bulevar Artigas, Nueva Palmira, Arenal Grande, Hocquart, Avenida de las Leyes, Panamá, Rambla Sud América, Rambla Roosevelt, Rambla 25 de agosto de 1825, Rambla Francia, Rambla Gran Bretaña, Rambla Sur, Rambla Argentina y Rambla Wilson.
Colinda al norte con el Municipio C y al este con el Municipio CH.
Quedan comprendidos dentro de sus límites los siguientes barrios:
1. Cordón
2. Parque Rodó
3. Palermo
4. Barrio Sur
5. Ciudad Vieja
6. Centro
7. La Aguada (parcialmente)
8. La Comercial
9. Tres Cruces

## Autoridades
Alcaldes según período:
| Nº | Alcalde            | Mandato                 | Mandato                 | Partido       | Partido       |
| Nº | Alcalde            | Inicio                  | Fin                     | Partido       | Partido       |
| -- | ------------------ | ----------------------- | ----------------------- | ------------- | ------------- |
| 1  | Carlos Varela Ubal | 9 de julio de 2010      | 9 de julio de 2015      |               | Frente Amplio |
| 2  | Carlos Varela Ubal | 9 de julio de 2015      | 26 de noviembre de 2020 |               | Frente Amplio |
| 3  | Silvana Pissano    | 27 de noviembre de 2020 | 14 de julio de 2025     | Frente Amplio |               |
| 4  | Patricia Soria     | 14 de julio de 2025     | En el cargo             | Frente Amplio |               |

Concejales según período 
| Período   | Concejales        | Partido político | Partido político           |
| 2010-2015 | Cristina Olivera  |                  | Frente Amplio              |
| 2010-2015 | Juanita Silva     |                  | Frente Amplio              |
| 2010-2015 | Federico Daverede |                  | Partido Nacionall          |
| 2010-2015 | Genaro Marmo      |                  | Partido Colorado           |
| 2015-2020 | Cristina Olivera  |                  | Frente Amplio              |
| 2015-2020 | Ivonne Quegles    |                  | Frente Amplio              |
| 2015-2020 | Eduardo Ulloa     |                  | Partido de la Concertación |
| 2015-2020 | Soledad Martínez  |                  | Partido de la Concertación |
| 2020-2025 | Jorge Cossani     |                  | Frente Amplio              |
| 2020-2025 | Ivonne Quegles    |                  | Frente Amplio              |
| 2020-2025 | Eduardo Ulloa     |                  | Partido Independiente      |
| 2020-2025 | Rosauro San Roman |                  | Partido Independiente      |